# Lake Odessa
Lake Odessa est un village du comté de Ionia, dans l'État du Michigan, aux États-Unis. En 2020, il comptait une population de 1 994 habitants.